# 県立地球防衛軍
『県立地球防衛軍』（けんりつちきゅうぼうえいぐん）は、安永航一郎による日本の漫画作品、およびこれを原作としたOVA作品。およびこれらの作品に登場する架空の団体。

## 概要
月刊少年漫画雑誌『週刊少年サンデー増刊号』（小学館）に1983年5月号から1985年9月号にかけて連載された。単行本は小学館：少年サンデーコミックスより全4巻。また、2013年12月より完全版・全4巻が刊行された。1986年にはOVA化もされた。
安永初の連載作品。怪獣映画やヒーローものなど特撮作品のパロディを基盤に置いたギャグ漫画で、1980年代当時の「少年サンデー」漫画テイストが色濃く反映された作品の一つ。
物語は、悪の秘密結社・電柱組が世界征服の段取りとして、（始めから東京を攻撃した先例はことごとく失敗している事を鑑み）地方から征服することを決意し、手始めに九州の某県に魔の手を伸ばしたことから始まる。電柱組を迎え撃つは、県立今津留高校に強引に設立された「県立地球防衛軍」。構成メンバーは高校の問題教師と問題生徒。のちに、謎のインド人留学生も加わった。
一方、電柱組を率いるチルソニア将軍は、本名を「木曽屋チルソニアン文左衛門Jr.」という、地元材木豪商・木曽屋の若旦那であり、幹部のバラダギ大佐は、普段は原瀧龍子として防衛軍メンバーと同じく今津留高校に通っている。電柱組と防衛軍は、ローカルネタ丸出しで毎度毎度しょうもない闘いを繰り広げる。
「しいたけヨーグルト」や「ぽん酢（ぽんす、ぽんずに非ず）」、悪人を成敗して回るのが趣味の変態筋肉男「マッスル日本」(名前の元ネタは「ネッスル日本」（現・ネスレ日本）から)や、一年365日を全部正月にすることに情熱を奉げる「正月仮面」など、今も語り草となるネタが続出した。
舞台となった県立今津留高校は、実在の県立高校がモデルになっているが、作者出身の高校である大分県立大分舞鶴高等学校が大分県大分市今津留にあり、そこからとったのではないかとされる。ただし、漫画の中での内容と実際の高校は、ほぼ無関係といってよい。
単行本化の際に著者の手で加筆・改変されているエピソードも存在する。連載終了後も、同人誌に後日談が描かれた。また、番外編としてファミコン通信のマンガ特集で、本作のキャラクターが登場する「どっこい大作戦」という読みきりを発表。

## あらすじ
江戸時代から続く老舗の材木問屋「木曽屋」は悪の秘密結社電柱組という裏の顔を持っていた。電柱組は「まず手始めに地方都市から」を合い言葉に九州某県で破壊活動（…とその後の復興に必要な材木販売による売り上げアップ）を開始する。
事態を重く見た県知事は県議会を招集し、満場一致によりヒマを持て余す県立今津留高校野球部を県立地球防衛軍として送り込むことになった。
口車だけが取り柄の盛田弘章、がたいの良さだけが売りの武井助久保、異常な男性趣味を持つ伊福部あき子らに8,000馬力のサイボーグに改造されたインドからの留学生カーミ・サンチンを加え、数学教師炉縁隊長に率いられて活躍する……筈だった。
だが、あいにくの深刻な予算不足に加えて、電柱組の女幹部バラダギ大佐こと原瀧龍子は同じ今津留高校の一年後輩で炉縁の教え子という関係。このためグダグダの仲に陥り、電柱組が呼び寄せたり、自分から勝手に舞い込んできた「改良人間」たちと毎度バカバカしい死闘（？）を繰り広げるのであった。九州某県を舞台にした戦いは（迷惑極まりないことに）やがて海を越えて世界にまで飛び火する。
果たして県立地球防衛軍は電柱組の野望を阻止することが出来るのであろうか……って誰もそんなことは期待していない。

## 主な登場人物
登場人物の年齢・学年は、初登場時のもの。

### 県立地球防衛軍
盛田弘章（もりた ひろあき）
本作の主人公。今津留高校2年2組の長髪ハチマキ男。野球部員（ピッチャー）で主将らしいが才能も人望もまったくない。後輩達はマトモに野球をやる気がない盛田たちを見限って一応真面目に練習している。とはいえ、唯一の投球シーンでは、かなりの剛球を投げている(ように見え)、3年の夏休み時（3巻第1話）にはあき子の「甲子園行きたかったね」に「まあね」と返すほどには、野球に思い入れがあった模様。過去三年間公式戦一勝だが、助久保以外の同級生や先輩部員が登場しないため、廃部寸前だった可能性もある。
口先で相手を言いくるめることを得意とする。容姿は悪くないが、勉強嫌いでセコくアホでスケベで、周囲からは変態と認知されている。ただし安永の作品の中ではかなり健全なレベルでボルチモア・ブラザーズからの英文の挑戦状も読めるなど丸っきりバカでもない。家業を嫌がって家族と離れ、助久保とアパート暮らしをしている。原瀧ほどではないが貧乏。実家は縄文時代から続く提灯職人で、地味で黙々とした作業を嫌がる盛田は家業を継ぐのを心底嫌がっている。生意気だが計算高い妹・準が苦手で、後に彼女の策略にはまってバラダギをデートに誘い、格好つけたクサいセリフも連発したため、周囲からは「ラブコメ男」と揶揄されるようになった。連載当時のハシラの紹介では「名ばかりの主人公」だが、安永作品では基本的にサブキャラやゲストキャラの方が圧倒的に「濃い」ため、比例して主人公やレギュラーの影が薄い。ただ、大抵の場合は盛田が改良人間たちを撃破（というより論破や和解）して丸く収まっている。
ただし、本気を出せば身体能力はかなり高く、マッチョなアメリカ人であるデヴィットとマイケェルに格闘戦で圧勝している。その時のセリフが「人がせっかく話し合いですまそーと思ったのに、日本語が通じんとは不幸なやつめ」である。
武井助久保（たけい すけくぼ）
今津留高校2年2組のぬりかべ男。野球部員（キャッチャー）。
野球部で盛田の女房役であり親友。がたいの良い男。素手で猪を狩るのも慣れているほど。盛田とは似たもの同士でありバカでスケベだが女にはまるでモテず、猪上裕子が2人になったときはナンパを仕掛けているが即フラれている。2人でアパートのルームシェアするなどほぼ常に一緒に行動しており、盛田が悪ノリするときはツッコミ役となる。同じ家に住んでいながら昼食時に弁当の唐揚げを奪い合うなど謎な部分も(男子学生が弁当を自作するとは思えず、別々に購入したということだろう)。ハシラの紹介では「名実ともに脇役」。たまに活躍することもある。
とろろ男こと五郎とは、小学校時代の幼馴染。
伊福部あき子（いふくべ あきこ）
今津留高校2年7組。
見た目はマトモそうに見えるが基本的には盛田・助久保と同レベルで悪ノリやゴシップが大好き。ノリと勢いだけで行動しているように見えるが、学業の成績はそれほど悪くはなかったようで現役で大学（教育学部）に進学している（盛田と助久保は浪人）。盛田・助久保のアパートや原瀧の下宿先の豆腐屋の近所の一戸建てに暮らしており、兄が居る。美男子の基準が筋肉という根っからのマッチョ好き女子高生で、マッスル日本が大のお気に入りだが、最終的には自分の都合を優先する。一応は防衛軍の紅一点なのだが、他4人はまったく眼中にない。名前の元ネタは作曲家伊福部昭から。
カーミ・サンチン
インドからの国費留学生。今津留高校2年2組に編入。その後、県立大学哲学科に進学した。
交通事故で重傷を負い、運び込まれた狭間医科大付属病院でサイボーグにされてしまった。その直後、病院から脱走し行き倒れになっていたところを炉縁に拾われ、以降炉縁と同居している。また、作中の流れからみても「サイボーグにならなければ死んでいた」という訳ではない模様。
黒い肌の美青年で八千馬力と肩のミサイルが特徴。ミサイルは自身の意思で自在に発射できるが、怖い夢を見ると無意識に発射して周囲の建物を壊してしまう。初期はバラモン僧を目指す真面目な性格だったが、次第に盛田たちに感化されていく。ギャグ漫画のためシリアスになると脳の回線がショートする。一度サイボーグから生身に戻った際に、女体化した事があったが、コミックス2巻に描かれたカットによると成人男性である炉縁と大差ない身長の大女。その時期には風呂上りに鏡の前でウィンクしたり、セクシーポーズを取ったりと、かなりのナルシストであることが3巻第四話で明かされている。その後「女のままよりまし」という理由でサイボーグに戻った。同じくサイボーグの猪上裕子とは当初敵対していたもののその後交際に発展していたが、結局はフラれて女性不信に陥る。最終回でマッスル日本の部下のゲイ達に追い掛け回されそのまま行方不明になる、という悲惨なオチがついてしまった。
名前の元ネタは東洋水産から発売されていたインスタントラーメン「華味餐庁（かみさんちん）」から。
炉縁俊幸（ろべり としゆき）
県立地球防衛軍隊長。今津留高校の数学教師で野球部顧問。ヒゲがトレードマーク。28歳（当時の明石家さんまと同い年）独身。「インド人の少年と同棲している」、「教え子に手を出した」などと不名誉な噂で校内を騒がせるが多少の歪曲はあれど全て事実。一応は教師らしく振る舞うこともあり、行き倒れていたサンチンを拾って住まわせているなど優しい面も。ただ、サンチンがうなされてミサイルを乱射したり、猪上裕子がドアノブをねじ切ったりしたせいで大家には睨まれている。サンチンの姉パメラには気がある様子だった。

### 防衛軍サイドの関係者
真船（まふね）
今津留高校の物理教師。自称「発明おじさん」。確信犯的マッドサイエンティスト。猪上博士の友人でサンチンをサイボーグに改造した一人。サンチンにミサイルを取り付けた張本人らしい。後にリモコン装置の取り付けやパワーアップと称したミサイル増設をしている。サンチンvs猪上裕子で判明したが、真船は細胞を高速でクローン増殖させる装置も発明しており、猪上裕子を生身の人間に戻した際、サンチンも生身に戻したが女体化してしまった。真船曰く「全く同じに再生したら芸が無い」と言っており確信犯だった。
校長
今津留高校の校長。県知事とは縁続きで、そのため野球部を県立地球防衛軍とするという提案を無責任に受け入れた。基本的に軽いノリで口も軽く、そのとばっちりは大抵炉縁が引き受けることになる。
県知事
九州某県の県知事。そもそもチルソニアから脅迫を受けて防衛軍設立に動いたのだが、そのうち面倒事や厄介事はすべて丸投げするようになり、県産品のPRに失敗して「しいたけヨーグルト」の在庫の山を抱えた際も防衛軍に押しつけた。
大山みゆき（おおやま みゆき）
県知事の美人秘書。人好きのする性格で防衛軍にとってはほぼ唯一と言える心強い味方。正面から堂々と木曽屋に乗り込み、調子に乗ったチルソニアから情報を引き出すなど優秀。ただ、なぜかバニーガールの写真などが存在する謎多き女性。
県警特殊部隊
県知事の肝いりで結成された特殊チーム。中東で傭兵だった男を隊長に、自衛隊から引き抜かれたエリートで構成されている。初陣から惨敗するなど、防衛軍の前座的扱いが多い。全員地肌にシャツ（胸に「けーさつ」のロゴ入り、隊長だけ「たいちょお」）と毛脛むき出しの半パンに警帽を被った姿で、変質者チック。正月仮面襲来時は壊滅して全員正月状態にされ、とろろ男にも完敗している。

### 電柱組/木曽屋
バラダギ大佐 / 原瀧龍子（はらたき りゅうこ）
本作のヒロイン、電柱組幹部で木曽屋の番頭。今津留高校1年5組。赤い髪でスタイルの良い美少女だが、作中では中学生に間違われている。真面目な性格で下宿先でも校内でも評判の良い模範的優等生だが、極貧にあえいでおり、バイト代目当てに電柱組幹部となる。
運動神経もよく、“下っぱ”からの人徳も篤いらしい。ただ極度の田舎育ちで感覚が普通ではない面もある。近眼のため眼鏡を使用しているが、電柱組での仕事中はコンタクトを着用する。
両親は「羽田空港で照明弾喰って」他界しており、柏木とうふ店に下宿しつつ自活している。電柱組/木曽屋の仕事は生活のためのバイトで、今津留高校の生徒であると告白して以降、プライベートでは防衛軍のメンバー（特に盛田）とも交友がある。後先考えないチルソニアにクビを宣告され、原瀧として防衛軍に入隊するも、盛田たちから小姑じみた数々の嫌がらせを受け、最終テストと称して木曽屋に殴り込みをかけるよう唆されるが、下っぱの反抗に手を焼いたチルソニアが泣きを入れたため電柱組に戻り盛田たちをしばき倒した。よく裸にされるが、見えるのは乳輪まで。
最終回ではあきこの気まぐれにより、マッスル日本と共に南の島を目指すことになるという悲劇的なオチがついた。
チルソニア将軍 / 木曽屋=チルソニアン=文左衛門=Jr.（きそや チルソニアン ぶんざえもん ジュニア）
電柱組の首領にして地元の材木問屋「木曽屋」の若旦那。先祖代々、家屋の破壊により材木の需要を作ってきた、悪の組織の後継者だが、日本総本店ながら営業成績は低空飛行を続けている。本名は電柱組の連中にも秘密にしていたが、ボルチモアブラザーズ来日時にバレて笑いのネタにされた。
美男子で英会話もこなすなどそれなりに有能らしいが、発想が貧困で盛田には悉く計画を読まれている。「牛糞を海に撒く」、「バラダギに炉縁を誘惑させて、防衛軍の情報を引き出す」、「年末の募金活動の振りをして忘年会の資金を集める」などレベルが低く、他人の不幸を喜ぶなど性格も悪い。後先考えずに行動することが多く、些細な理由でバラダギをクビにしたり、血迷って正月仮面を復活させてしまうなどロクなことをしていない。
マーカライト＝ファープ
電柱組の改良人間。階級は中尉。ピチピチの全身タイツを着た念動力を操るエスパー。人呼んで「電柱組の歩く幻魔大戦」。赤貧に喘ぐ電柱組の台所事情を守るため、県立農場の畑から芋を超能力で盗んでいた。そのため芋にしかサイキックパワーが効かなくなってしまい、初出動の防衛軍に芋を飛ばして攻撃するが、畑の管理人である与助じーさんに敗北する。もともと強力な能力者だったのに電柱組に居たせいで劣化したほぼ唯一の例。
その後、九重山に籠もって修行していた。再登場時には野生化しており、念動力も強化されてトマトも操ることが可能になったが、久しぶりの登場だったため味方であるバラダギにさえ忘れ去られていた。
スコープ鶴崎
電柱組の改良人間。見た目は頭頂のみが禿げ上がった長髪の中年男性。
視力が低く（左右合わせても0.14と小数点以下）、普段は目元をゴーグルで覆い、そこにスコープを取り付けて視力を補っている。オプション装備として赤外線スコープ、透視スコープを持ち、必要に応じて付け替える。
改良人間の中では比較的まともな人材で、防衛軍との対決に負けた後もチルソニア将軍に従って木曽屋で働く姿が見られるなど頻繁に登場する。盆過ぎどころか11月も目前の海水浴（慰安旅行）では下っぱたちが寒さで不満を漏らす中、バラダギと全力で遊んでいた。
タイガードラゴン
電柱組の改良人間。通称「食通」。スキンヘッドで額に通（○に通）と書かれている、恰幅の良い男性。
なにを食っても「うまい」「最高」しか言わないが、「テレビの食通は代金を払わない」という理由で代金を踏み倒す「伝説の食通」。戦闘能力はそれなりに高い様子。モデルは元力士の龍虎。初登場は雑誌連載時には第3話だったが、単行本の掲載はコミックス2巻第三話のため、本人の活躍以前に名前が出ている。
正月仮面
1年365日を正月にすることを目指す電柱組の改良人間。額に装備した扇子に描かれた日の丸から「初詣ビーム」を乱射する超危険人物。このビームを浴びた者は思考が「正月化」し、その場で宴会（正月モード）に入ってしまう。
他の電柱組メンバーやチルソニア将軍にさえ見境なくビームを照射するため、眠らされ地下に幽閉されて、必要な時にのみ除夜の鐘を突いて呼び起こされるようになった。
後にマッスル日本と対決し、戦いながら海を越え渡米。現地で「ニューイヤーズ」という変態ギャング団のボスとなるが、マッスル日本・防衛軍との巴戦の最中に「けつが黄色い」というしょーもないカミングアウトの結果、空のお星様になる。
さらに間をおいて帰国。たまたまおせち料理を求めて訪れたコンビニにおいて、店長に身をやつした徐福381世という強敵の出現で存在を脅かされるが、中国からやってきた旧正月仮面の加勢により事なきを得た。
とろろ男
電柱組改良人間見習い。自称「ふるさとの味 怪奇とろろ男」。とろろ嫌いが昂じてとろろ芋の呪いを受け、全身とろろ肌の怪人になった。正体は助久保の旧友の五郎。額から浴びた者をとろろ肌にする「とろろビーム」を発射する。食わず嫌いを克服し、呪いが解けて元の普通の青年に戻ったため、故郷に帰る。帰るシーンの駅名は「ふためがわ」だがこれは大分市内の地名であるが、実際の同地に駅は存在しない。
ボルチモア・ブラザーズ（マイケル＆デビッド）
電柱組ボルチモア支部の幹部。改良人間以上の戦闘力を持つ巨漢兄弟。防衛軍（特に盛田）が口先だけで大した格闘能力を持たないと分析したチルソニア将軍が招聘した。彼らには難しい日本語は通じないので、防衛軍お得意の口車は全く通用しない。
口車が通じないため、やむなく戦法を変えた盛田と助久保に腕力で軽く叩きのめされ、サンチンのミサイルで黒焦げにされ敗退。終盤ではまっする日本に合流してしまった。
チルソニア将軍の従兄弟に当たり、彼を「ブンザイモーン」とファーストネームで気さくに呼ぶため、隠していた「文左衛門」という名前がバレてしまった。
ベンツ台村
電柱組の改良人間。毒ガス怪人。縁日の屋台に紛れ込み、風船に毒ガス（笑気ガス）を詰めてお祭りを台無しにしようと画策する。ガスが空気より重く、風船が浮かなかったために計画は頓挫する。名前の元ネタはダイムラー・ベンツから。
連載終了後に単発で掲載された番外編に登場したが、この番外編が単行本（新装版含む）及び同人誌に収録されず、幻の改良人間になっている。
下っぱ
電柱組の下っ端戦闘員、木曽屋の丁稚。
最初期は全身黒タイツで顔に白ヌキで「下っぱ」胸には「一銭五厘」と書いてあったが、間もなく「下っぱ」と書かれたお面に頬かむりとデザイン変更された。理由は「スミがもったいないのと、白ヌキがめんどうくさい」からとのこと。
岩崎
下っぱの1人で今津留高校の生徒。学年は不明。職業名は「下っぱ六番」。素顔はイケメンゆえに校内の女子からはけっこうモテている。

### その他
マッスル日本
悪事を察知する超感覚「まっする感覚」（スパイダーマンのパロディ）を持ち、辺り構わず正義を執行するモヒカン刈りがトレードマークの筋肉大男。劇中最強最悪の怪人で電柱組の黒下っぱは彼のせいで壊滅した。後に悪が減らないことを憂い、正義のためなら手段を厭わない事に方針を変更し、鼻水を使った奇妙な判別方法により善人か悪人を判断して容赦なく殴り掛かる「戦闘まっする」に改名する。正月仮面との戦闘で渡米、ロサンゼルスで「バトルマッスル」という変態ギャング団のボスになった。英語はまるで分らないらしく日本語で通していた。防衛軍も加えた巴戦の最中、強烈なツッコミでライバルだった正月仮面をお星様にした後、安息を求めてあきこと共に南の島に旅立った筈が、途中であきこと原瀧が入れ替わったため原瀧を拉致したことになっている。現在は帰国、前述の理由で「マスレ日本」と名乗って市民に飯をたかる生活を送っている。実は恥ずかしい秘密を持っている。ネーミングの元ネタはインスタントコーヒー会社のネッスル日本(現ネスレ日本)から。当初コーヒーを飲む設定だったが、そのインスタントコーヒーの名称に難があったため設定が没になったという。

グリコーゲンX
桜前線の北上に合わせて現れる謎の怪人。烏帽子に内蔵された「宴会センサー」で宴会反応を感知し、下戸に無理矢理酒を薦める酔っ払いを折檻するはた迷惑な男。手にしたビームガン「満開バスター（ビームの当たった所は所構わず満開の桜の花が咲く）」を乱射したり、「超音波カラオケ（聞くに堪えない下手な歌）」を流し、強制的に宴会を盛り上げて酔っ払いに潰れるまで酒を飲ませる宴会荒らし。桜の季節が終わると桜前線と共に去ってゆく。
かつては下戸なサラリーマンだったが、宴会で強制的に酒を呑まされ、酔い潰れて瀕死の状態で倒れていたところを通りすがりの科学者に助けられ、「鋼鉄の肝臓（アイアンレバー）」を移植されて生まれ変わった。「センサーに反応あり！」と言って銃を乱射する姿は、東映の戦隊シリーズ超電子バイオマンのバイオハンターシルバのパロディ。後に強化され胴鎧にカラオケモニターを増設、肩の盃型ショルダーアーマーをパラボラアンテナにして衛星電波を受信する、通信カラオケ機能を得て「グリコーゲンX2000」となった。さらに後、そど美さんにふられたごも太くんにアイアンレバーを伝授、強引に代替わりしてイケメンの姿をとり、気楽な立場に戻っている。
猪上年夫（いのうえ としお）博士
狭間医科大付属病院に所属する医師兼科学者。普段は真面目で優しいらしいが、人体実験が趣味で、実の娘を実験台にすることも厭わない変態親父。サンチンをサイボーグに改造した一人で、真船と共にサンチンの身体については本人より詳しい。作者によると、「実在の人物」がモデルと明言されている。
猪上裕子（いのうえ ゆうこ）
猪上博士の娘。高校3年生。猪上博士を脅迫するため電柱組に誘拐され、調子に乗った父によってサイボーグに改造されてしまい、サンチンと戦うことになる。後に細胞を高速でクローニングするカプセルで失った生身部分を取り戻し、普通の女子高生に戻ったが、狭間医科大学進学後、父親に自分のクローンを量産されたりした。父親曰く「何時家出されても良い様に2人にした」だが、人格もそのままコピーしたため揃って家出した。全く同じ記憶をもっているため、喧嘩すると自虐合戦になったりしたが、最終的には双子になったと考え、身体的には普通になったことから「人並みの彼氏が欲しい」とサンチンをふってしまった。
盛田準（もりた じゅん）
盛田の3学年下の妹。しっかりしたやり手で、その口車で兄はおろか父親すら手玉に取る（私立を受験すると言って受け取った金でチェッカーズのLPレコードを買っていた）。猪上博士が電柱組の依頼で製作したアンドロイド「メカ盛田（外見のみならず、体力や頭の程度まで互角というロボット）」を兄の身代わりにして家に連れて帰らせることで、兄に貸しを作った。なお、実家に連れていかれたメカ盛田は存外におとなしく、父親と一緒に提灯貼りをしているとのこと（準いわく「兄貴がおらんと家庭が落ち着く」）。
パメラ・サンチン
カーミ・サンチンの姉。貿易商社に勤めるキャリアウーマンで、かなりのやり手。電柱組の表家業である材木の取引視察で来日した。チルソニアの言い訳によって「木曽屋の営業を妨害している」防衛軍を敵視して、サンチンを追い詰めた。
サンチン曰く、受けた屈辱は必ず倍返しするタイプらしく「絶対に逆らいたくない相手」。小学生当時、自分のスカートをめくった（さらにパンツまでめくろうとした）バカガキに対して｢相手の名義でエロ本の通信販売」を申し込んだ。相手は三週間後、送られてきた小包の中身を知った親に殴られて顔をボコボコにした状態で登校し、翌日失踪して未だに行方不明とのこと。
最終回ではロサンゼルスでゲイの集団に追いかけられ行方不明になった弟のサンチンを心配するどころか、最初から渡米していなかったかのように扱った。

## サブタイトル
本作のサブタイトルは全て『ウルトラセブン』のサブタイトルのパロディとなっている。
第1巻
1. なさけなき挑戦者(昭和58年5月増刊号)
2. カレーの国からきた男(昭和58年6月増刊号)
3. 楽しい隣人(昭和58年8月増刊号)
4. 県立地球防衛軍、海へ(昭和58年11月増刊号)
5. ひとりぼっちのインド人(昭和58年12月増刊号)
6. プロジェクト・ピンク(昭和59年2月増刊号)
7. サイボーグの脚線(昭和59年3月増刊号)

第2巻
1. 魔の店へ飛べ(昭和59年4月増刊号)
2. 驚異の超変人(昭和59年5月増刊号)
3. 栄養は誰のために(昭和58年7月増刊号)
4. 家庭教師を追え(昭和59年6月増刊号)
5. 散歩する迷惑(昭和58年10月増刊号)
6. 元旦がきた(昭和59年7月増刊号)
7. 海中からの挑戦(昭和59年8月増刊号)

第3巻
1. 摂氏34度の退屈(昭和59年9月増刊号)
2. アンドロイド0大作戦(昭和59年10月増刊号)
3. 盛田対メカ盛田の決闘(昭和59年1月増刊号)
4. 消された記憶(昭和59年11月増刊号)
5. みどろの恐怖(昭和59年12月増刊号)
6. 貧民牧場(昭和60年1月増刊号)
7. 勇気あるお誘い(昭和60年2月増刊号)

第4巻
1. あんたはだまれ(昭和60年3月増刊号)
2. 地方最大の侵略(昭和60年4月増刊号)
3. グリコーゲンXを倒せ(昭和60年5月増刊号)
4. 親睦する縁者たち(昭和60年6月増刊号)
5. 豆腐を配れ(昭和60年7月増刊号)
6. まっする君、応答せよ(昭和60年8月増刊号)
7. 別世界の県立(昭和60年9月増刊号)

単行本未収録
- 番外編 ゼンブ暗殺計画

## イメージアルバム
アニメ化に先立ち、1985年にイメージアルバム（LP）が制作されている。作曲はゴダイゴのタケカワユキヒデ。ギターで同じくゴダイゴの浅野孝已が参加している。

## OVA
1986年4月1日、東芝映像ソフトよりVHS(VTS-A126VH)・Betamax(VTS-A126BH)ビデオソフト、VHDビデオディスク(VDS-A0350)を発売。1987年7月5日、東芝EMIよりLD(L080-5039)も発売された。DVD・BD等は未発売。
発売前の1986年3月21日には松竹富士配給で劇場先行公開が行われた。

### スタッフ
- 監督：早川啓二
- 脚本：伊藤和典
- キャラクターデザイン・作画監督：青嶋克巳
- 企画・制作：宇佐美廉
- 音楽：羽田健太郎

### キャスト
- バラダギ（原瀧龍子）：鶴ひろみ
- 木曾屋・チルソニアン・文左衛門Jr：池田秀一
- 盛田弘章：古谷徹
- カーミ・サンチン：鈴置洋孝
- 武井助久保：玄田哲章
- 炉縁俊幸：田中秀幸
- 猪上裕子：藤田淑子
- 大山みゆき：潘恵子
- 伊福部昭子：深見理佳（現・深見梨加）
- スコープ鶴崎：青野武
- 猪上博士：宮内幸平
- 真船博士：戸谷公次
- 食通、校長：佐藤正治
- 県知事：塩屋浩三
- 田中亮一
- 平浩幸
- 佐藤浩之

アニメ制作はスタジオぎゃろっぷ。OVAは3話構成で、第1話原画では田村英樹（野球シーン担当。他OP作画）、菊池通隆（中盤のサンチンのアパート破壊シーン担当）が参加している。
また、本アニメとは関係ないが、当時のアニメーターでファンの人が多かったらしく、他アニメ（うる星やつらなど）の作画のお遊びシーンで本作キャラが多々登場していた。

### 主題歌・挿入歌
- オープニング - 「S.F.」（忌野清志郎、Johnny、Louis & Char）
- プライベート（忌野清志郎、Johnny、Louis & Char）
- エンディング - 「かくれんぼ」（忌野清志郎 & Char）

東芝EMIから「S.F.」「かくれんぼ」を収録したシングル盤と主題歌・挿入歌全てと羽田健太郎作曲のBGMを収録したユーメックス制作のサントラ盤が東芝EMI・フューチャーランドレーベルよりCD、LP、カセットで発売。現在すべて廃盤。サントラLP（イメージアルバムも含む）二枚には、安永航一郎描き下ろしのポスターが折込で封入されていた。
「プライベート」は1993年に「忌野清志郎 & THE 2・3'S」の楽曲としてリメイクされ、テレビドラマ『デザートはあなた』の主題歌に起用された。